# M/M (Paris)
Pour les articles homonymes, voir MM.

Logotype de M/M (Paris) représentant deux M.

M/M (Paris) est un studio graphique, association des deux artistes et graphistes français Michael Amzalag et Mathias Augustyniak.

## Histoire
Michael Amzalag (né en 1968) et Mathias Augustyniak (né en 1967) se sont rencontrés en 1989 à l'École nationale supérieure des arts décoratifs (ENSAD) à Paris et ont fondé M/M (Paris) en 1992,. Mathias est aussi diplômé du Royal College of Art de Londres.
Ils sont graphistes, directeurs artistiques, auteurs de campagnes publicitaires mondiales pour des marques de luxe (Balenciaga, Calvin Klein, Jil Sander, Yohji Yamamoto, Stella McCartney, Louis Vuitton, etc.) ; réalisent des clips vidéo avec Björk, Benjamin Biolay (Padam…), Jean-Louis Murat ; conçoivent des affiches et des décors d'opéra ou de théâtre (Théâtre de Lorient, Théâtre National de Bretagne, Antigona de Tommaso Traetta ; La pluie d'été/Hiroshima mon amour de Marguerite Duras) ; créent des pochettes d'album pour Björk, Madonna, Étienne Daho, Mathieu Boogaerts, Benjamin Biolay, Vanessa Paradis etc. ; collaborent régulièrement avec des artistes contemporains (Philippe Parreno, Pierre Huyghe, Liam Gillick, Gabriela Fridriksdottir, François Curlet, Douglas Gordon, Inez & Vinoodh etc.) et des institutions artistiques (ARC/Musée d'art moderne de la ville de Paris, Centre national d'art et de culture Georges-Pompidou, Le Consortium etc.) ou s'associent dans divers projets novateurs (écharpes avec Kanye West, médailles avec la Monnaie de Paris, etc.).
Ils ont également assuré la direction artistique du magazine Les Inrockuptibles (Michael Amzalag, 1989-1990) ; eDEN/Fanzine House Stylé (1994-1997) ; Documents sur l'Art (1995-2000) ; Vogue Paris (2000-2002) ; le magazine français Purple (depuis 2006) ; Arena Homme+ (depuis 2007, G.-B.) et Interview Magazine (2009, E-U).
Ils ont parallèlement à leurs travaux de commande développé une pratique propre de l'exposition en réinterprétant leurs archives pour construire leur « paysage », comme à l'Association d'art de Francfort (2005), au Palais de Tokyo à Paris (2005) en mélangeant leurs affiches aux œuvres de la collection Dakis Joannou, à la galerie Haunch of Venison à Londres (2006) et à Paris au Centre national d'art et de culture Georges-Pompidou dans leur exposition « Vision Tenace » (2008) qui présente des reproductions de leurs affiches de la série des Art Posters réalisés en collaboration avec des artistes contemporains.
Les bureaux de M/M (Paris) sont situés rue des Récollets dans le 10e arrondissement de Paris.
Dans le cadre de La Nuit Blanche le 5 octobre 2013, M/M (Paris) a dessiné deux médailles d'artistes à leur effigie, éditées par la Monnaie de Paris,.
M/M (Paris) participe à la première Fête du Graphisme en janvier et février 2014 à Paris.
En janvier 2012, Michael Amzalag et Mathias Augustyniak ont été promus Chevaliers dans l'Ordre des Arts et des Lettres par le Ministère de la Culture et de la Communication.

## Expositions monographiques
Liste telle que publiée sur le site de M/M (Paris) :
- 1996 : M/M, une exposition, Le Consortium, Dijon
- 1999 : M/M, Y-1, Stockholm
- 2003 : Nine posters and a wallpaper, Le Rectangle, Lyon
  - Icônes, Indices, Symboles, Festival de Chaumont, Chapelle des Jésuites, Chaumont
  - M/M goes to Tokyo, Rocket Gallery, Tokyo
- 2004 : Antigula, Ursula Blicke Foundation, Kraichtal
  - Antigone in Asia, Rocket Gallery, Tokyo
  - Antigone en Yvelines, cneai (Centre national édition art image), Chatou
- 2005 : Utopia of Flows, Air de Paris/Art Positions, Art Basel, Miami Beach
  - Zugabe!, Kunstverein, Francfort
- 2006 : Antigone Under Hypnosis, Paris Calling, V&A, Londres
  - Haunch of Venison/Venison of Haunch, Londres
- 2008 : The Theatre Posters, ggg — Ginza Graphic Gallery, Tokyo
  - Just Like An Ant Walking On The Edge Of The Visible, Drawing Center, New York
  - Vision tenace, Centre Pompidou, Paris
  - L’Île au Trésor, Galerie Air de Paris, Paris
- 2009 : Un mot d'amour dans une chambre d'écho, Akbank Sanat, Istanbul
- 2011 : Un grand serpent chromé, Silos, Chaumont
- 2012 : M/M (Paris) The Carpetalogue, Libbysellers, Londres

## Récompense
- Le travail de directeurs artistiques de M/M (Paris) pour l'album Biophilia (2011) de Björk a été récompensé par le Grammy Award for Best Recording Package à la 55e cérémonie des Grammy Awards (2013)[10].
- En janvier 2012, Michael Amzalag et Mathias Augustyniak ont été promus Chevaliers dans l'Ordre des Arts et des Lettres par le Ministère de la Culture et de la Communication[9].

### Direction artistique
- (mul) Ed Mae Cooper, Pierre Doze et M/M (Direction artistique), Inez Van Lamsweerde : Vinoodh Matadin : Pretty Much Everything, Cologne, Taschen, novembre 2011, 856 p. (ISBN 978-3-8365-2787-3, présentation en ligne)

## Documentaire
- L'atelier M/M à Paris, Metropolis, Arte, 29 juin 2013[12].